# Барма (национальный парк)
Барма (англ. Barmah National Park) — национальный парк, расположенный в области Юм на крайнем севере штата Виктория (Австралия). Площадь — 28 500 га. Примыкает к реке Муррей недалеко от города Барма, примерно в 220 километрах к северу от Мельбурна. Парк состоит из эвкалиптовых лесов и болот.

## История
Национальный парк Барма первоначально был местом обитания коренных австралийцев, здесь они добывали пищу и строили жилища. После появления европейцев в регионе местность стала важным центром рыболовства и лесозаготовки, прилегающие земли стали очищать для нужд сельского хозяйства и выпаса скота. В регион были завезены кролики, лисицы, овцы, крупный рогатый скот и лошади. На сегодняшний день Национальный парк Барма является домом для небольших табунов диких лошадей, известных как лошади Бармы. Лиственные пиломатериалы в регионе были исчерпаны к 1870 году.
Парк был одним из четырех национальных парков, учрежденных в 2010 году, чтобы защитить остатки эвкалиптовых лесов. Помимо Бармы, к таковым относятся Национальный парк Ганбауэр, Национальный парк Лоуэр-Голберн и Национальный парк Уарби-Овенс.
Национальный парк Барма является популярным местом отдыха, рыбалки и наблюдений за птицами.

## Климат
Национальный парк Барма имеет умеренный полузасушливый климат, с малым количеством осадков. Средние максимальные температуры за год - около 30 °С в январе и феврале, средние минимальные температуры - 4 °C в июле. Среднее количество осадков за год составляет 400 мм, дожди наиболее часты зимой.

## Экология
Основу природного богатства парка составляет Эвкалипт камальдульский. Почвы в основном болотистые из-за близости поймы реки Муррей.
Основной вид фауны в парке - это водно-болотные птицы. Местность является объектом гнездования и кормления более чем 200 видов птиц, а также одним из крупнейших мест гнездования водоплавающих птиц в Виктории. Основные местные млекопитающие — это гигантский кенгуру, коала, эму и опоссум, а также завезенные животные — кролики, лисы и лошади.

## Экологические угрозы
После заселения этого региона европейцами земля стала активно очищаться для нужд сельского хозяйства. Овцы и выпас скота стали частью пейзажа Бармы с середины до конца 1800-х годов.
Строительство плотин выше по течению от национального парка Барма с 1920-х годов оказало огромное влияние на пойму реки Муррей, из-за чего регион стал периодически подтопляться. Из-за изменения режима подтопления заметно снижается гнездование птиц.